# ژروم ۱۴۱۴
سیارک ۱۴۱۴ (به انگلیسی: 1414 Jerome، نامگذاری:1937CE) هزار و چهارصد و چهاردهمین سیارک کشف شده‌است که در ۱۲ فوریه ۱۹۳۷ و در الجزیره کشف شد.
قدر مطلق سیارک برابر ۱۲٫۴۰ است.